# Shadow of the Moon
Albums de Blackmore's Night
Under a Violet Moon
(1999)
Singles
1. Shadow of the Moon
Sortie : 1997
2. No Second Chance
Sortie : 1997
3. Wish You Were Here
Sortie : 1997

Shadow of the Moon est le premier album du groupe anglo-américain Blackmore's Night. Il parait en juin 1997 sur le label Edel AG, sa sortie aux États-Unis sera différée au 17 février 1998. Ritchie Blackmore et Pat Regan produisent cet album.
Les trois singles tirés de l'album ne sortiront qu'en Allemagne, pays où l'album restera classé 17 semaines atteignant la 25e place.

## Historique de l'album
Cet album est enregistré début 1997 à New-York au Minstrell Hall. Loin, du hard rock de Deep Purple ou Rainbow, Ritchie Blackmore propose avec cet album un style de musique proche de la musique médiévale et du folk rock. Il continuera dans ce style de musique par la suite.
L'album sera promu par une tournée européenne et japonaise pendant laquelle le groupe jouera ses nouvelles compositions mélangées avec des titres de Deep Purple et Rainbow dans des versions remaniées.

## Analyse des titres
On note la participation du leader de Jethro Tull, Ian Anderson sur la chanson Play Minstrel Play, inspirée d'un air traditionnel français quand je bois du vin clairet.
Le titre Writting on the Wall utilise le thème d'ouverture (Scène, moderato) du 2e acte du Lac des Cygnes de Tchaïkovski (voir Liste d'œuvres de musique classique utilisées dans la culture populaire).
Greensleeves est une chanson anglaise traditionnelle qui aurait été composée par le roi Henri VIII (1491-1547) en l'honneur d'Anne Boleyn la deuxième de ses six épouses.
Enfin, deux titres sont des reprises d'autres groupes : Ocean Gypsy du groupe britannique de rock progressif Renaissance extrait de son album Scheherazade and Other Stories (1975), et Wish you where here du groupe suédois de techno-dance Rednex extrait de son album Sex & Violins (1995).

## Liste des titres
| No  | Titre                                         | Auteur                                     | Durée |
| --- | --------------------------------------------- | ------------------------------------------ | ----- |
| 1.  | Shadow of the Moon                            | Ritchie Blackmore, Candice Night           | 5:06  |
| 2.  | The Clock Ticks On                            | Trad. Tielman Susato, Blackmore, Night     | 5:15  |
| 3.  | Be Mine Tonight                               | Blackmore, Night                           | 2:51  |
| 4.  | Play Minstrel Play                            | Trad. Pierre Attaingnant, Blackmore, Night | 3:59  |
| 5.  | Ocean Gypsy (reprise du groupe Renaissance)   | Michael Dunford, Betty Tatcher             | 6:06  |
| 6.  | Minstrell Hall (instrumental)                 | Blackmore                                  | 2:36  |
| 7.  | Magical World                                 | Trad. Wassail, Blackmore, Night            | 4:01  |
| 8.  | Writing On the Wall                           | Trad. Tchaïkovski, Blackmore, Night        | 4:35  |
| 9.  | Renaissance Faire                             | Trad. Susato, Blackmore, Night             | 4:16  |
| 10. | Memmingen (instrumental)                      | Blackmore                                  | 1:05  |
| 11. | No Second Chance                              | Blackmore, Night                           | 5:39  |
| 12. | Mond Tanz (instrumental)                      | Blackmore                                  | 3:33  |
| 13. | Spirit of the Sea                             | Blackmore, Night                           | 4:50  |
| 14. | Greensleeves                                  | Trad.inconnu, Blackmore                    | 3:47  |
| 15. | Wish You Were Here (reprise du groupe Rednex) | Leskelä Teijo                              | 5:02  |

### Titre bonus
| 16. | Possum's Last Dance (Instrumental) | 2:42 |

| 16. | Minstrel Hall (version avec cordes) (Instrumental) | 2:34 |

## Musiciens
- Candice Night : chant, chœurs
- Ritchie Blackmore : guitare acoustique et électrique, basse, tambour, mandoline, tambourin
- Pat Regan : claviers
- Gerald Flashman : trompette, cor d'harmonie
- Tom Brown : violoncelle
- Lady Green : violon, alto

### Musiciens additionnels
- Ian Anderson : flûte sur Play Minstrel Play
- Scott Hazell : chœurs sur Play Minstrel Play

## Charts
| Pays      | Durée du classement | Meilleur classement |
| --------- | ------------------- | ------------------- |
| Allemagne | 17 semaines         | 25e                 |